# Obrotowy zawór urządzenia
ROTOCAP to urządzenie zabudowane między miseczką zaworu a górnym gniazdem sprężyny lub głowicą silnika a dolnym gniazdem sprężyny. Zasada działania polega na wywoływaniu wzajemnego przemieszczania kątowego miseczki w stosunku do gniazda sprężyny. Przemieszczenie jest wymuszone ruchem kulek przesuwających się w pochyłych rowkach prowadzących na skutek działania osiowej siły ściskającej sprężynę. ROTOCAP ma zadanie okresowe obracanie zaworu. Rozwiązanie to zapewnia długotrwałą szczelność zaworu w czasie pracy. Używanie tego rozwiązania zwiększa sprawność ogólną silnika spalinowego.